# Contea di Lincoln (Idaho)
La contea di Lincoln (in inglese Lincoln County) è una contea dello Stato dell'Idaho, negli Stati Uniti. La popolazione al censimento del 2000 era di 4 044 abitanti. Il capoluogo di contea è Shoshone.

## Geografia
La contea si trova nel centro-sud dello Stato. Si colloca nella pianura del fiume Snake e fiumi principali sono il Big Wood River e il Little Wood River. Ospita parte del Monumento e riserva nazionale Craters of the Moon.

### Contee confinanti
- Contea di Blaine - nord
- Contea di Minidoka - est
- Contea di Jerome - sud
- Contea di Gooding - ovest
- Contea di Camas - nord-ovest

## Storia
La contea fu creata nel 1895 da parte della contea di Blaine. Fu chiamata così in onore del presidente Abraham Lincoln.

## Comuni

### Cities
- Dietrich
- Richfield
- Shoshone (capoluogo)